# Can Terrades (Cardedeu)
Can Terrades és una masia del municipi de Cardedeu (Vallès Oriental) protegida com a bé cultural d'interès local. Masia amb teulada de doble vessant, orientada a migdia, al costat de la riera de Cànoves. Havia estat molí, hi resta la bassa a la part del darrere. La façana tanca en angle recte a la dreta, fent annexos que tanquen part del pati. Porta de llinda plana motllurada. Hi ha set finestres, una d'elles duu la data de 1687 amb IHS al mig. Queden restes de l'era i un pou. A la part de llevant, donant a la carretera, escalinata de doble accés de finals XIX-XX, amb una palmera.